# Cuccioli (miniserie televisiva)
Cuccioli è una miniserie televisiva italiana andata in onda su Rai 1 nel 2002. È stata trasmessa in replica anche su Rai Premium.
La serie è stata girata in Italia tra Roma e la Toscana, vicino al Monte Amiata.

## Trama
La trama si snoda attraverso le vicende sentimentali e professionali di Sara, una donna con la passione per i bambini e l'insegnamento la quale eredita la grande villa della zia paterna da sempre adibita ad asilo. Si occupa dei bambini che le vengono affidati sebbene attraversi problemi finanziari e sia quasi sempre in conflitto con i genitori, ma il suo carattere dolce e comprensivo la aiuta a tirar fuori il meglio dalle persone. Poi per problemi di droga di Roberta l'asilo avrà dei problemi di chiusura perché i genitori non si fidano a lasciare i figli ad una drogata.